# 瓦特维尔拉吕
瓦特维尔拉吕（法語：Vatteville-la-Rue，法語發音：[vatvil la ʁy]）是法国滨海塞纳省的一个市镇，属于鲁昂区。

## 地理
瓦特维尔拉吕（49°29'25"N, 0°41'5"E）面积51.14 平方千米，位于法国诺曼底大区滨海塞纳省，该省份为法国北部沿海省份，其西部及北部濒大西洋英吉利海峡，东起顺时针与索姆省、瓦兹省、厄尔省和卡爾瓦多斯省接壤。
与瓦特维尔拉吕接壤的市镇（或旧市镇、城区）包括：艾济耶、布尔讷维尔-圣克鲁瓦、埃特雷维尔、拉艾欧布雷、拉艾德鲁托、阿尔洛讷昂塞纳、里沃昂塞纳。

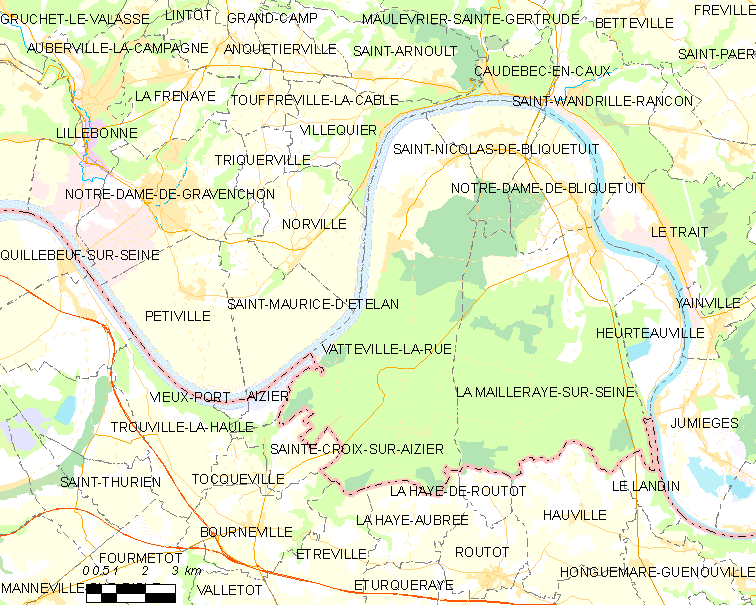
瓦特维尔拉吕的OSM定位图

瓦特维尔拉吕的时区为UTC+01:00、UTC+02:00（夏令时）。

## 行政
瓦特维尔拉吕的邮政编码为76940，INSEE市镇编码为76727。

## 政治
瓦特维尔拉吕所属的省级选区为塞纳河畔热罗姆港县。

## 人口

1962-2008年间瓦特维尔拉吕人口变化图示

瓦特维尔拉吕于2022年1月1日时的人口数量为1118人。